# Žamanje
Žamanje (nemško Obersammelsdorf) je naselje v Občini Škocjan v Podjuni v Okraju Velikovec na Koroškem v Avstriji.